# Metania godeauxi
Metania godeauxi är en svampdjursart som först beskrevs av Brien 1968.  Metania godeauxi ingår i släktet Metania och familjen Metaniidae. Inga underarter finns listade i Catalogue of Life.